# Крёкшино (посёлок станции)
Крёкшино — посёлок станции в Новомосковском административном округе Москвы (до 1 июля 2012 года был в составе Наро-Фоминского района Московской области). Входит в состав поселения Марушкинское.

## История
Станция Крёкшино Киевского направления была открыта в 1899 году и была названа по расположенной неподалёку деревне Крёкшино. При станции образовался посёлок, который получил то же название.
Вблизи станции в пешеходной доступности находится Парк Победы. В 2001 году в парке был открыт Памятник воину-освободителю. 9 декабря 2001 года, в дни 60-летия битвы под Москвой, состоялся митинг, посвященный открытию памятника.
Памятник воздвигнут в районе места захоронения в братской могиле советских солдат, павших в боях за Москву.
Ежегодно на празднование Дня Победы в парк съезжаются ветераны, их близкие и родные, жители ближайших населенных пунктов.

## Население
| 2002 | 2010 |
| ---- | ---- |
| 145  | ↗196 |

Согласно Всероссийской переписи, в 2002 году в посёлке проживало 145 человек (49 мужчин и 96 женщин); преобладающая национальность — русские (90 %). По данным на 2005 год, в посёлке проживало 240 человек.

## География
Посёлок находится у станции Крёкшино Киевского направления МЖД примерно в 15 км к западу от центра города Московский. Ближайшие населённые пункты — деревни Власово, Крёкшино и посёлок совхоза «Крёкшино».

## Галерея
- Владимир Винокур выступает перед ветеранами в Парке Победы посёлка станции Крекшино 2 мая 2018 года
- Владимир Винокур перед выступлением в Парке Победы посёлка станции Крекшино 2 мая 2018г